# Syzygium rubicundum
Syzygium rubicundum là một loài thực vật có hoa trong Họ Đào kim nương. Loài này được Wight & Arn. miêu tả khoa học đầu tiên năm 1834.